# Прелово
Прелово (серб. Прелово / Prelovo) — село в общине Вишеград Республики Сербской Боснии и Герцеговины. Население составляет 183 человека по переписи 2013 года.